# Santa María de las Nieves Monteverde
Santa María de las Nieves Monteverde är en ort i Mexiko.   Den ligger i kommunen San Antonino Monte Verde och delstaten Oaxaca, i den sydöstra delen av landet, 260 km sydost om huvudstaden Mexico City. Santa María de las Nieves Monteverde ligger 2 369 meter över havet och antalet invånare är 223.
Terrängen runt Santa María de las Nieves Monteverde är kuperad åt sydväst, men åt nordost är den bergig. Runt Santa María de las Nieves Monteverde är det glesbefolkat, med 9 invånare per kvadratkilometer. Närmaste större samhälle är San Antonio Yodonduza Monteverde, 2,2 km söder om Santa María de las Nieves Monteverde. I omgivningarna runt Santa María de las Nieves Monteverde växer huvudsakligen savannskog.